# Hnutí za osvobození Luly

Symbol politického a sociálního hnutí složeného z několika brazilských subjektů, které se snažilo dosáhnout propuštění Luize Inácia Luly da Silvy z vězení.

Mezinárodní výbor solidarity na obranu Luly a demokracie v Brazílii (brazilská portugalština: Comitê Internacional de Solidariedade a Lula preso no Brasil), známý také jako Hnutí za osvobození Luly (brazilsky portugalsky Movimento Lula Livre), bylo politické a sociální hnutí složené z několika brazilských subjektů, které se zasazovalo o propuštění exprezidenta Luize Inácia Luly da Silvy, známého jako Lula, z vězení. Lula byl odsouzen za praní špinavých peněz a pasivní korupci, která je v brazilském trestním právu definována jako přijetí úplatku státním úředníkem nebo vládním činitelem. V roce 2017 ho soudce Sérgio Moro odsoudil k devíti letům a šesti měsícům vězení. Dne 6. února 2019 byl v jiném procesu odsouzen k 12 letům a 11 měsícům odnětí svobody za trestné činy pasivní korupce a praní špinavých peněz v procesu, který se zabývá získáním neoprávněných výhod prostřednictvím reforem provedených na stavbě v Atibaia a vyplacených společnostmi Odebrecht a Schahin jako protihodnota za uzavření předražených smluv se společností Petrobras. Z uniklých hovorů z mobilních telefonů, které zveřejnil server The Intercept, však vyplývá, že případ proti Lulovi řídil sám Sérgio Moro, který se po odsouzení stal ministrem spravedlnosti prezidenta Bolsonaira.
V listopadu 2019 Nejvyšší federální soud rozhodl, že uvěznění s nevyřízenými odvoláními je nezákonné, a Lula byl v důsledku toho propuštěn z vězení. V březnu 2021 soudce Nejvyššího soudu Edson Fachin rozhodl, že všechna Lulova odsouzení musí být zrušena, protože byl souzen soudem, který neměl v jeho případě řádnou pravomoc. Nejvyšší federální soud později v březnu 2021 rozhodl, že soudce Moro, který dohlížel na jeho korupční proces, byl podjatý. Všechny případy, které Moro proti Lulovi vedl, byly zrušeny do 24. června 2021. Lula ve vězení strávil 580 dní.
Do hnutí se zapojili odboroví předáci z více než 50 zemí. Podpořili ho také Adolfo Pérez Esquivel, argentinský nositel Nobelovy ceny za mír, José Pepe Mujica, bývalý prezident Uruguaye, Danny Glover, herec a velvyslanec dobré vůle OSN či spisovatel a filozof Noam Chomsky.

## Podporovatelé
- Vagner Freitas, prezident brazilských odborů
- João Pedro Stédile, předseda MST (Hnutí pracujících bez půdy)
- Jörg Hofmann, předseda celosvětové odborové organizace IndustriALL
- Luciana de Oliveira Santos, předsedkyně Komunistické strany Brazílie
- Philip Jennings, bývalý generální tajemník UNI Global Union
- Brazilský svaz žen
- Victor Báez Mosqueira, generální tajemník La Confederación Sindical de Trabajadores y Trabajadoras de las Americas
- Adolfo Perez Esquivel, argentinský nositel Nobelovy ceny
- José Pepe Mujica, bývalý prezident Uruguaye
- Danny Glover, herec a velvyslanec dobré vůle OSN
- Jeremy Corbyn, předseda britské Labouristické strany v letech 2015 až 2020
- Jean-Luc Mélenchon, poslanec francouzského Národního shromáždění a kandidát ve francouzských prezidentských volbách v letech 2012, 2017 a 2022
- Alberto Fernández, prezident Argentiny